# Черноусов, Алексей Григорьевич
Алексей Григорьевич Черноусов (27 августа 1984, Новосибирский Академгородок, Новосибирск) — российский лыжник, победитель этапов Кубка Восточной Европы, победитель этапов Кубка России, победитель Всемирной Универсиады 2009 в городе Харбин, Китай, Мастер спорта России международного класса (2009).

## Биография
Родился 27 августа 1984 года в Новосибирском Академгородке. На лыжи впервые встал в возрасте 4 лет.
В 1991 году поступил учиться в СШ 125 Советского района г. Новосибирска.
В 1995 году записался в секцию лыжных гонок ДЮСШ СОРАН к тренеру Ильичёву Валерию Васильевичу.
Так же в 1995 году сменил СШ 125 на СШ 163 в том же районе города Новосибирска.
Окончил среднюю школу в 2001 году. Так как последний год обучения в школе стал много времени уделять тренировкам и перестал усердно готовиться к вступительным экзаменам в ВУЗ, провалил вступительный экзамен на механико-математический факультет НГУ.
В 2002 году вместе с братом Ильёй поступил учиться на лечебный факультет НГМА.
В завершении 2002 года ушёл от тренера Ильичёва В. В. к Киргинцеву В. Г.
К тому времени пришло понимание того, что серьёзный тренировочный процесс не удастся сочетать с обучением в НГМА в связи с чем было принято решение в пользу спорта, прекратив обучение на профессию врача.
В 2003 году поступил на факультет физической культуры НГПУ. Который окончил в 2008 году, на отлично защитив выпускную дипломную работу.
Осенью 2007 года официально оформил брачные отношения с Крючковой Мариной Васильевной.
В 2004 году в Кавголово на Чемпионате Вооружённых Сил России выполнил норматив Мастера Спорта России, заняв 4-е место в гонке на 10 км свободным стилем. В том-же сезоне 2003/2004 на Первенстве России среди юниоров в г. Рыбинске в составе эстафетной команды Сибирского Федерального округа (Волотка Денис, Неучёсов Анатолий, Черноусов Алексей, Жмурко Артём) занял третье место.

## Личная жизнь
Супруга Черноусова Марина Васильевна, трое детей.